# Tôtes
Tôtes là một xã thuộc tỉnh Seine-Maritime trong vùng Normandie miền bắc nước Pháp.

### Huy hiệu
| Arms of Tôtes | The arms of Tôtes are blazoned: Per pale 1: Gules, 3 geese argent and 2: per fess Or and azure, 3 hammers reversed gules and 3 crosslets argent; overall an inescutcheon Or, on a chief azure, 3 mullets of 5 Or. |

## Dân số
| 1962                                            | 1968 | 1975 | 1982 | 1990 | 1999 | 2006 |
| ----------------------------------------------- | ---- | ---- | ---- | ---- | ---- | ---- |
| 826                                             | 819  | 848  | 956  | 1059 | 1084 | 1296 |
| Starting in 1962: Population without duplicates |      |      |      |      |      |      |

## Thành phố kết nghĩa
- Bleckede, Germany, since 1977.
- Monreal del Campo, Spain